# Stegastes fuscus
Stegastes fuscus är en fiskart som först beskrevs av Cuvier, 1830.  Stegastes fuscus ingår i släktet Stegastes och familjen Pomacentridae. IUCN kategoriserar arten globalt som livskraftig. Inga underarter finns listade i Catalogue of Life.